# 歐陽復 (景泰進士)
歐陽復（1425年—？），字時亨，湖廣郴州直隸州桂陽縣人，明朝政治人物。

## 生平
景泰元年（1450年）庚午科湖廣鄉試舉人，二年（1451年）辛未科二甲第五十九名進士。任兵部郎中，天順末年出為泉州府知府。

## 家族
父歐陽道安。